# 都匀站
都匀站位于中华人民共和国贵州省黔南布依族苗族自治州都匀市，是黔桂铁路上的火车站，建于1944年，由中国铁路成都局集团凯里车务段管辖。车站办理客运业务，货运办理整车货物及板架式集装箱、水泥罐式集装箱发到，主要到发品为钢铁、煤、非金属矿、粮食、化工。

## 历史
都匀站于1943年随黔桂铁路通车而启用，1944年独山战役后线路损毁，车站也停办客货运业务。1958年车站新站房随黔桂铁路修复工程通车而投用，站房长57.8米，宽16.8米，面积2172平方米。至2005年，都匀站为黔桂铁路上的区段站，为客货纵列式布局。其中Ⅰ场办理货物列车到发作业和部分区段、零摘列车的解编作业；Ⅱ场办理旅客列车到发作业。
作为黔桂铁路扩能改造工程的一部分，新都匀站于2005年开工。新站位于清泰坡、原都匀Ⅰ场处，同时Ⅱ场拆除，于2009年1月1日投用，站前广场则于2月竣工。都匀老站于2013年被拆除，原址现为西鸿大厦。
当地政府于2014年起计划将车站搬迁至桐州的三道河村及茶农村处，但由于融资及铁路部门协调等因素，该工程直至2017年下半年才被中国铁路总公司批复。

## 车站结构
都匀站设有6条到发线、2条调车线、1条存车线和1条信号检修车停留线。车站站房最多可容纳1500人，售票处设有6个窗口。车站货场位于车站北侧，面积103694平方米。

## 車站周邊
- 都匀城乡汽车客运站
- 都匀浙商大酒店
- 贵州省内贸学校
- 都匀市中等职业技术学校
- 都匀体育场

## 外部連結
- 中国铁路客户服务中心 （页面存档备份，存于）